# Военная форма
Военная форма одежды (обмундирование) — одежда военнослужащих, установленная специальными нормативными актами (указами, приказами, правилами и тому подобное), ношение которой является обязательным для военнослужащих вооружённых сил того или иного государства и прочих формирований, в которых предусмотрена военная служба.
Военная форма одежды по своей сути, разновидность униформы. Форма одежды военнослужащего традиционно подразделяется на парадную, парадно-выходную, повседневную, полевую (иногда повседневно-полевую) и иного предназначения (например в ВС Союза ССР была летняя, зимняя, инвентарная, рабочая и так далее). В конце XIX века в России официально называлась «форма обмундирования войск» или  «форма обмундирования». В соответствии с Гаагскими конвенциями, ношение военной формы во время боевых действий или вооружённых конфликтов является необходимым условием определения военнослужащих, как легальных комбатантов со всеми вытекающими из этого статуса особыми правами. При этом обязательным элементом военной формы являются знаки различия, явно указывающие на принадлежность к вооружённым силам той или иной стороны вооружённого конфликта. Участвующее в подобных конфликтах народное ополчение может носить и неоднообразную форму, но должно иметь отличимые, по крайней мере, на расстоянии выстрела знаки (повязки, кресты и тому подобное).

## История
Военная форма одежды всегда имела некоторое сходство с обычной гражданской одеждой, носимой в данное время. Штатская мода также оказывала влияние на развитие военной формы одежды, и поэтому её следует учитывать при изучении военного обмундирования определённого периода. Стоит отметить, что первоначально различие между штатской и военной одеждой было менее значительным, чем можно предположить.
Традиции всегда играли важную роль в развитии военной формы одежды, что характерно для всех эпох. Даже современный вид военной формы одежды несёт отпечаток древних традиций. Со временем детали одежды, указывавшие на ту или иную эпоху, хоть и теряли своё изначальное предназначение, но часто сохранялись в виде символического орнамента.
В тех государствах, где имелось кастовое устройство, одежда касты воинов была и обмундированием войска. Вообще говоря, первоначально каждый кто был способен применить оружие, выходил на войну в том в чём ходил постоянно; доспехи специально воинские были весьма примитивны и разнообразны. Однако стремление отличать свои войска от неприятельских по возможности издали приводило уже в давние времена к тому, что вооружённые силы старались иметь одноцветную одежду или по крайней мере отличительные знаки при разнообразной одежде. Если какой-либо род войска имел значение постоянного и почётного, он получал и отличительные знаки своего достоинства (например, отряд «бессмертных» или гвардия персидских царей).
|  |  |

### Европейская античность

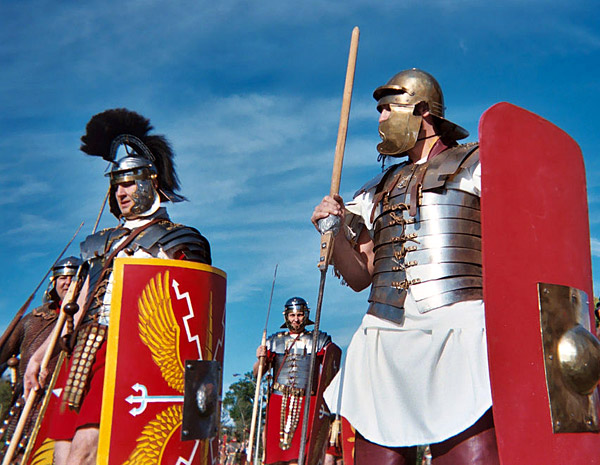
Римские легионеры (реконструкция)

Военная форма одежды, по мнению военных историков, впервые появилась в Спарте, но это было лишь последствием своеобразного устройства всего спартанского быта: регламентация, предписывавшая правила умывания, расписание блюд за обедом и т. п., не могла не коснуться такого важного события, как выступление на войну, и не предусмотреть цвета одежды, наиболее удобного для этой цели, — и спартанцы избирают красный цвет, чтобы текущая из ран кровь была менее заметна и не смущала малодушных.
Удобство однообразного обмундирования не могло не быть осознано и другими греками, а за ними и римлянами. Римские легионы имеют нечто вроде формы обмундирования в современном смысле: одежду белого цвета, однообразное вооружение и доспехи, а на шлемах разноцветные, отличающие легион от легиона перья.
Древнеримские легионеры носили стандартную экипировку и одежду. Однако концепция военной формы не была частью их культуры и имели место существенные различия в деталях. Даже доспехи, массово изготовлявшиеся на государственных предприятиях, различались в зависимости от места происхождения. Фрагменты уцелевшей одежды и настенных изображений указывают, что основная туника римского солдата имела красную или неокрашенную (не совсем белую) шерсть. Старшие военачальники, как известно, носили белые плащи и перья. Центурионов, которые составляли старослужащую основу легионов, отличали поперечные султаны на их шлемах, нагрудные украшения, соответствующие современным медалям и длинные посохи, которые они несли.
Униформа:
- В I—II вв.: paenula (короткий шерстяной тёмный плащ с капюшоном-вариант пончо).
- С III в.: туника с длинными рукавами, сагум — плащ без капюшона, прежде неверно считавшийся классическим римским военным.

### Средние века
В Средние века регулярной армии, собственно говоря, не было, так как войско составлялось из вассалов и их оруженосцев и ратников; о каком-либо однообразии в форме обмундирования не могло быть речи, но каждый носил отличительные знаки своего господина; покрой одежды также был приблизительно одинаковый, в зависимости от звания.
Одежда богатых баронов и их слуг отличалась роскошью, которая была предметом соперничества между ними. Под военной Формой в то время собственно следует понимать военные доспехи, в которых выходили в бой. Позже, при появлении наемных отрядов, замечается стремление со стороны их начальников одеть свои дружины однообразно; по цвету, преобладающему в их костюме, эти банды получали иногда и свои названия.
В Средние века в качестве отличительных знаков стали использовать изображение креста. Так, например, с начала XV века англичане нашивали на груди и спине красный крест, французы и швейцарцы — белый, а воины Германской империи — крест Святого Андрея или бургундский крест.

### XVII—XVIII века
Униформа появилась с образованием постоянных армий после Тридцатилетней войны (1618—1648). Идея создания униформы не принадлежит какой-нибудь одной стране или одному человеку, так как она была введена одновременно в нескольких странах. Это происходило по очевидным причинам: необходимо было с первого взгляда отличать своего товарища от врага в ходе сражения, а также обозначить принадлежность войска к определённому государству. Наибольшей роскошью отличались форма во Франции и государствах, находившихся под её влиянием. Наиболее красивые и разнообразные из форм во всех государствах принадлежали более состоятельным и малочисленным кавалеристам. Скромнее других были обмундированы прусские и шведские войска.
Кресты заменили шарфами, которые носили на поясе или через плечо. Расцветку шарфа выбирал сам монарх, и поэтому она обычно соответствовала цветам королевского герба. Например, датский король Фредерик II решил, как гласит указ 1563 года, что «все, кто входит в состав королевской армии, должны носить отличительный знак в виде ленты или шарфа красного и жёлтого цветов на шапке, одежде или поверх кирасы». Эти цвета являлись цветами герба королевского Ольденбургского дома. В 1625 году, вступая в Тридцатилетнюю войну, Кристиан IV выбрал шарф синий и красновато-коричневый с золотистым оттенком и дополнил головной убор белым пером. Позднее король вновь вернулся к цветам Ольденбургского дома, которые существуют и поныне. Символическим напоминанием о прежнем шарфе является темляк в виде узкого витого шнура красного цвета с золотым на эфесе офицерской сабли.
В Швеции цвет шарфа также менялся. Он был синим у армии Густава II Адольфа во время Тридцатилетней войны, синим и жёлтым в правление Карла X Густава, каким и сохранился до наших дней. В период Тридцатилетней войны испанцы и воины Германской империи носили красные шарфы, французы — белые, голландцы — оранжевые, а саксонцы — зелёные. В Англии Кромвель ввёл оранжевый шарф, а у роялистов были белые шарфы. В ходе крупных сражений считалось необходимым дополнить шарфы другим отличительным знаком, например соломенными жгутами или зелёными ветками на шляпе или каске. Так солдаты союзных армий узнавали друг друга на поле боя и легко отличались от солдат неприятельской коалиции.
Введение униформы вызвало некоторые затруднения. Поначалу солдаты получали обмундирование, стоимость которого удерживалось из жалования. Таким образом, обмундирование полностью принадлежало им и не изымалось по окончании службы. Обычно полковники —командиры и владельцы полка — приобретали и распределяли походное обмундирование. Для солдата это было невыгодно, так как каждое сэкономленное экю шло не в его карман, а в карман полковника. Но по мере укрепления королевской власти влияние полковников ослабевало. Внешний вид и детали униформы, а также способ её ношения утверждались приказами монарха. Постепенно снабжение армий обмундированием стало производиться централизованно. В случае ликвидации или преобразования воинской части государство возмещало стоимость обмундирования и распределяло его между другими полками.
Первоначально стремились придать особый вид униформе каждого полка, но достаточно быстро убедились в том, что предпочтительней ввести для каждого рода войск (а затем и всей армии) униформу одного покроя, а войсковые части различать между собой формой и цветом воротника, отворотов, обшлагов, галунов, тесьмы, а также пуговиц. Однако некоторые войсковые части, такие, как, например, гусары, сохранили своё особое обмундирование
Французская революция и войны, последовавшие за ней, а затем постоянный рост армий повлекли за собой упрощение и удешевление формы обмундирования.

#### Гусарская форма
Русская гусарская форма заимствовала много у венгерской
- Доломан — короткая (до талии) однобортная куртка со стоячим воротником и шнурами, на которую накидывается ментик
- Кивер — с султаном, шнурами (этишкетами) и репейком. С 1803 г. До этого — шапка.
- Кушак с гомбами (перехватами)
- Ментик — короткая куртка (со шнурками), обшитая мехом, надевалась поверх доломана
- Портупея
- Рейтузы
- Сабля
- Сапоги (ботинки) — низкие
- Сарсан — убор для гусарских лошадей
- Ташка — сумка
- Этишкет — шнур с кистями

Все обильно украшалось галунами, шнурами, бахромой и тесьмой
Польские гусары:
- Гусарские доспехи — доспехи крылатых гусар, включавшие «крылья»
- кавалерийская пика
- сабля против противников без доспехов или в кольчуге
- кончар против противников в латах

|  |  |  |  |

### XIX—XX века
Только в начале XIX века установился обычай одевать всю армию, или её самую значительную часть, главным образом пехоту, в почти одинаковое обмундирование и различать полки по вензелям на головных уборах и знакам, выгравированным на пуговицах. Такая тенденция прослеживается на протяжении всего XIX века, но при этом стремление сохранить традиции не исчезло. Каждое государство имело главный цвет обмундирования своих войск: в России и Швеции — темно-зеленый; в Пруссии и большинстве германских государств — синий, в Австрии — белый, во Франции и Италии — синий, в Баварии и Нидерландах — голубой, в Великобритании и Дании — красный. Наиболее красивые и разнообразные мундиры во всех государствах были у кавалерии.
Довольно яркие цвета униформ не изменялись, пока гладкоствольные ружья, заряжаемые через дуло, имели незначительную дальнобойность. Позднее повышение эффективности огнестрельного оружия заставило взглянуть на униформу совершенно с новой стороны. Чтобы передвижение солдат на местности было незаметным для врага, униформа должна совпадать по цвету с окружающим ландшафтом. Впервые форма защитного цвета хаки была введена в британской армии (массово — во время англо-бурской войны 1899—1902 годов).
В начале XX века в большинстве стран выбрали почти одинаковый покрой для военных униформ. Но гвардейские и кавалерийские части во многих случаях по-прежнему носили роскошное и богато украшенное обмундирование.
В ходе Первой мировой войны во всех воюющих армиях была введена униформа, отвечающая этому требованию. Все рода войск имели униформу одного покроя и цветового оттенка. Отличительные знаки состояли из мелких букв или цифр, а также едва заметных значков и окантовки.
|  |  |  |

## Современность

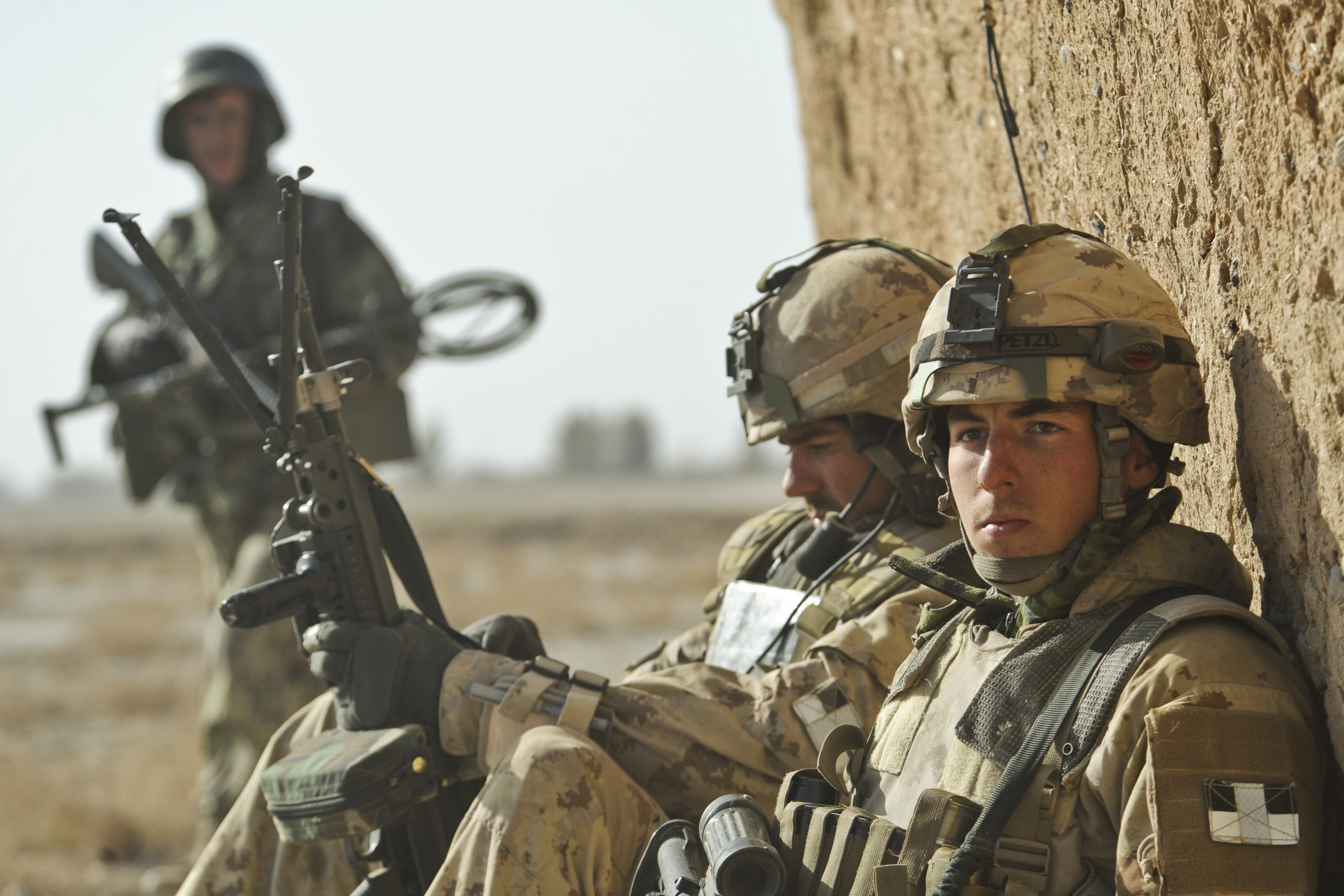
Канадские и афганские солдаты осуществляют совместное патрулирование во время войны в Афганистане, 2010 г.

Постоянно увеличивавшиеся точность и дальнобойность оружия, а также овладение воздушным пространством, привели к появлению военного снаряжения, обеспечивавшего максимальную маскировку в различных ситуациях, не ограничивая при этом свободу движения. Существуют одноцветные и многоцветные камуфляжи. Самый «популярный» цвет однотонного камуфляжа, с которым он обычно и ассоциируется, — цвет хаки. Для маскировки в различных видах лесов, в пустынях, в снегах и т. д. существует много цветовых схем. 

## Военная форма по странам

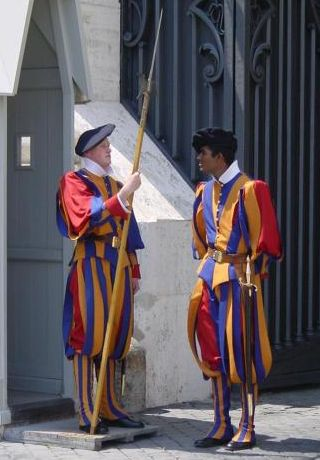
Форма швейцарских гвардейцев, одна из древнейших форм в мире
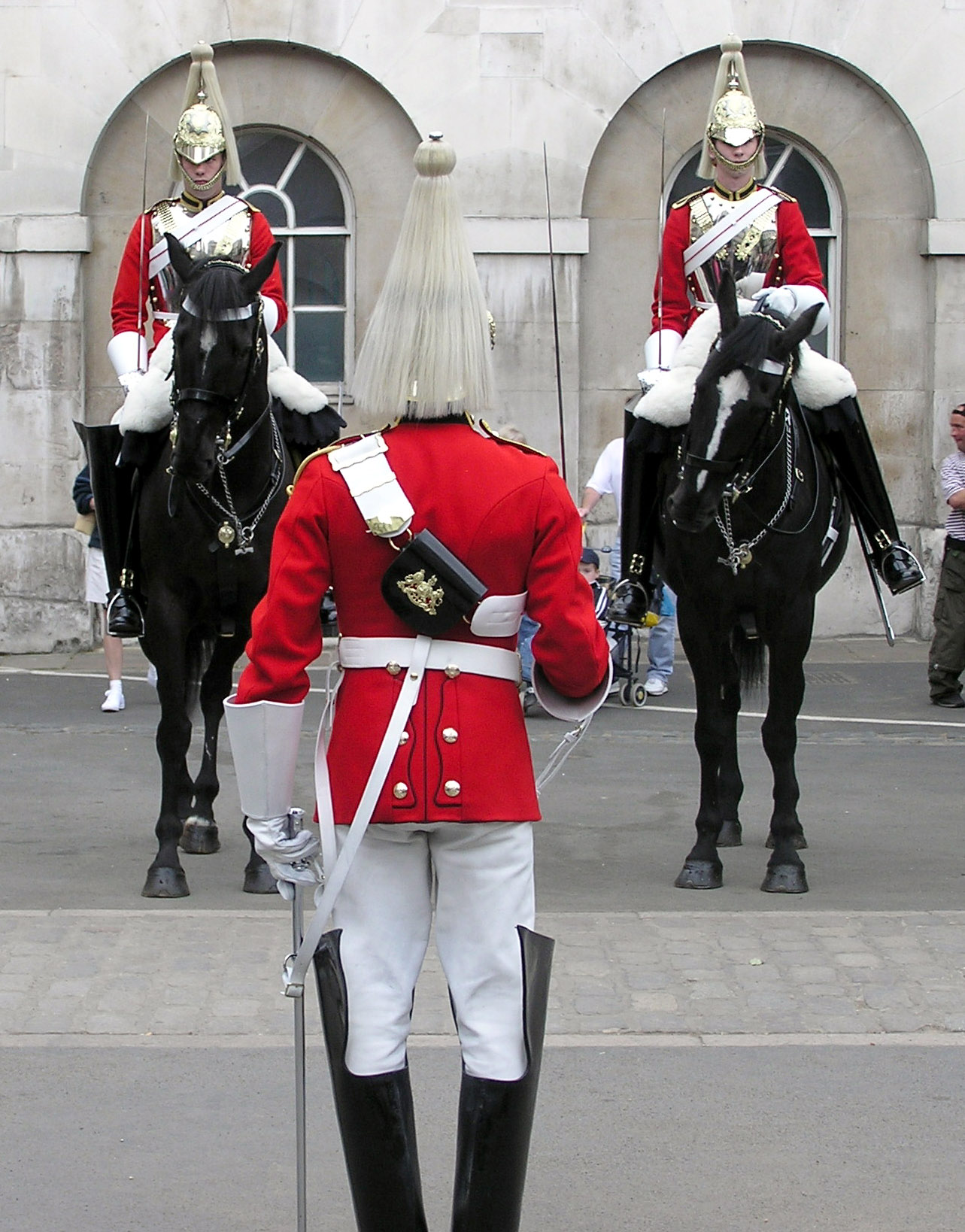
Яркие цвета униформы гвардейской кавалерии (Великобритания)
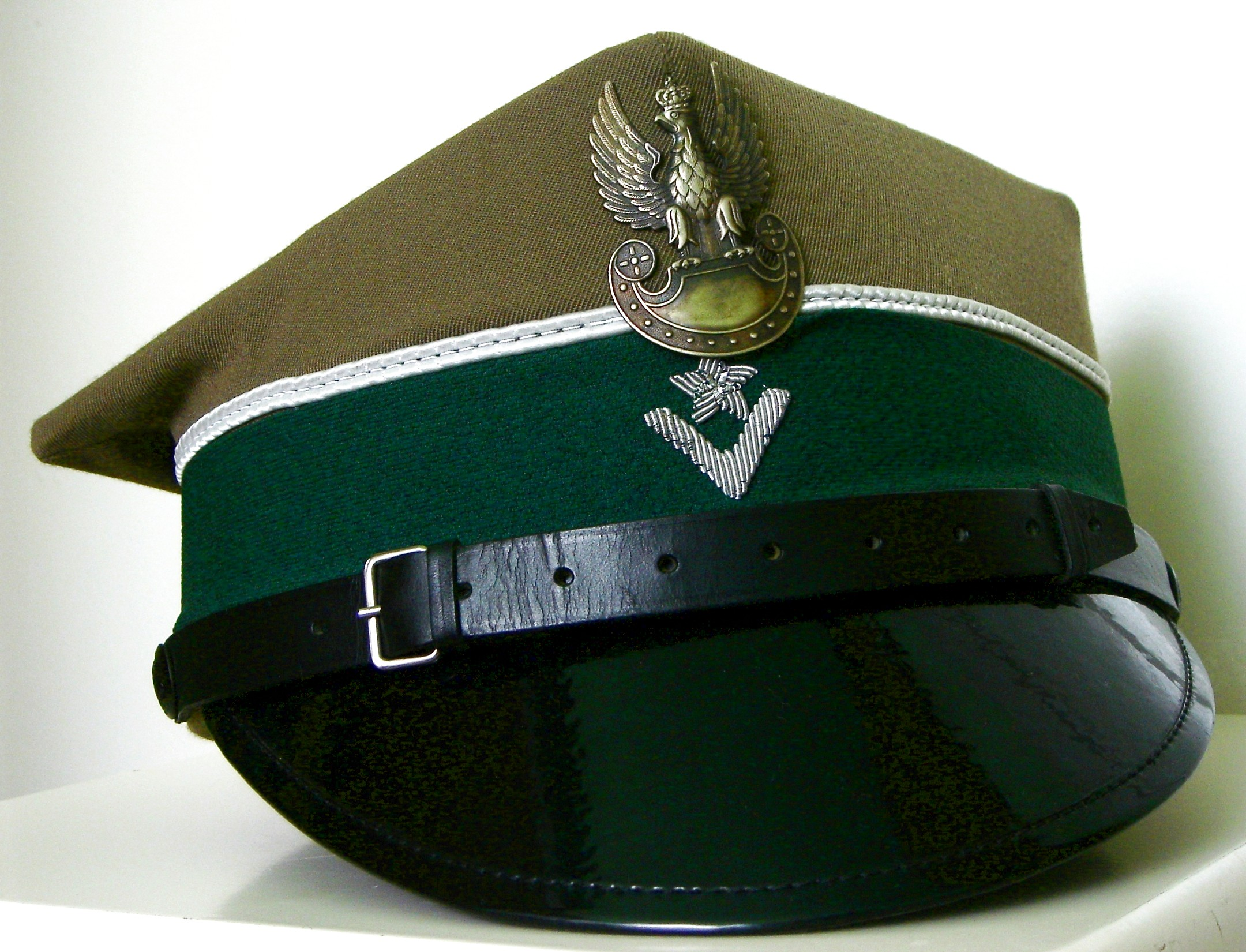
Польские военнослужащие носят четырехугольные фуражки («Конфедератки»), напоминающие головные уборы времён Барской конфедерации
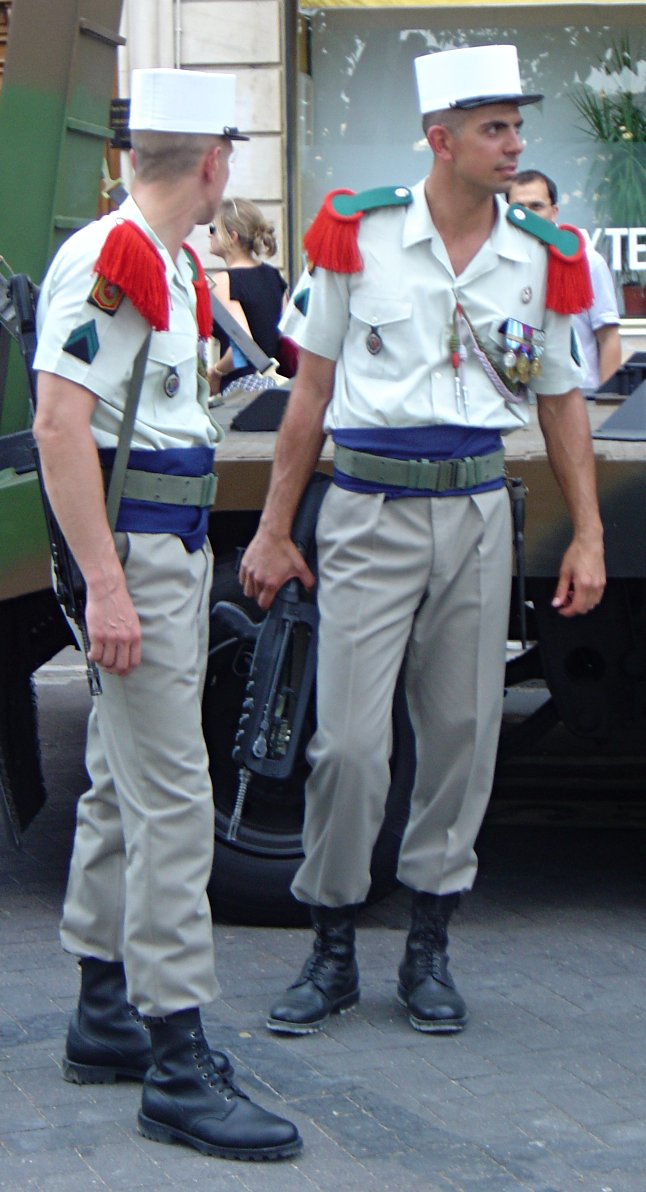
Два солдата французского иностранного легиона в традиционной парадной форме
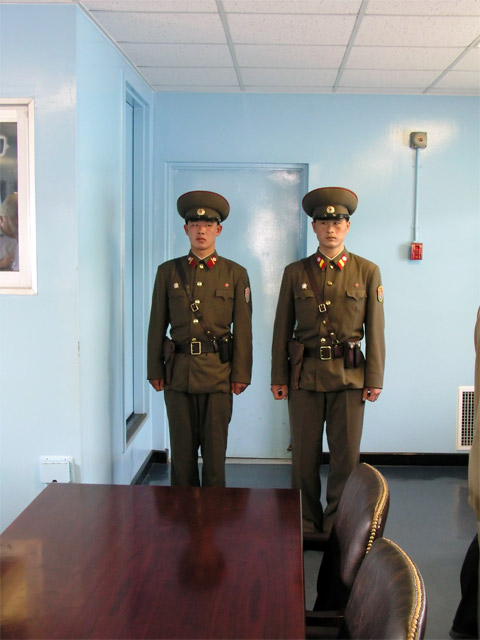
Солдаты в Северной Корее одеты по образцу Советской Армии времён Корейской Войны
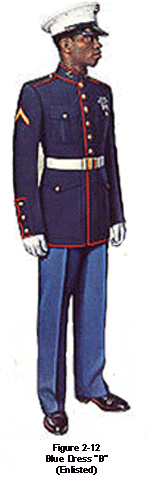
Униформа Корпуса морской пехоты США
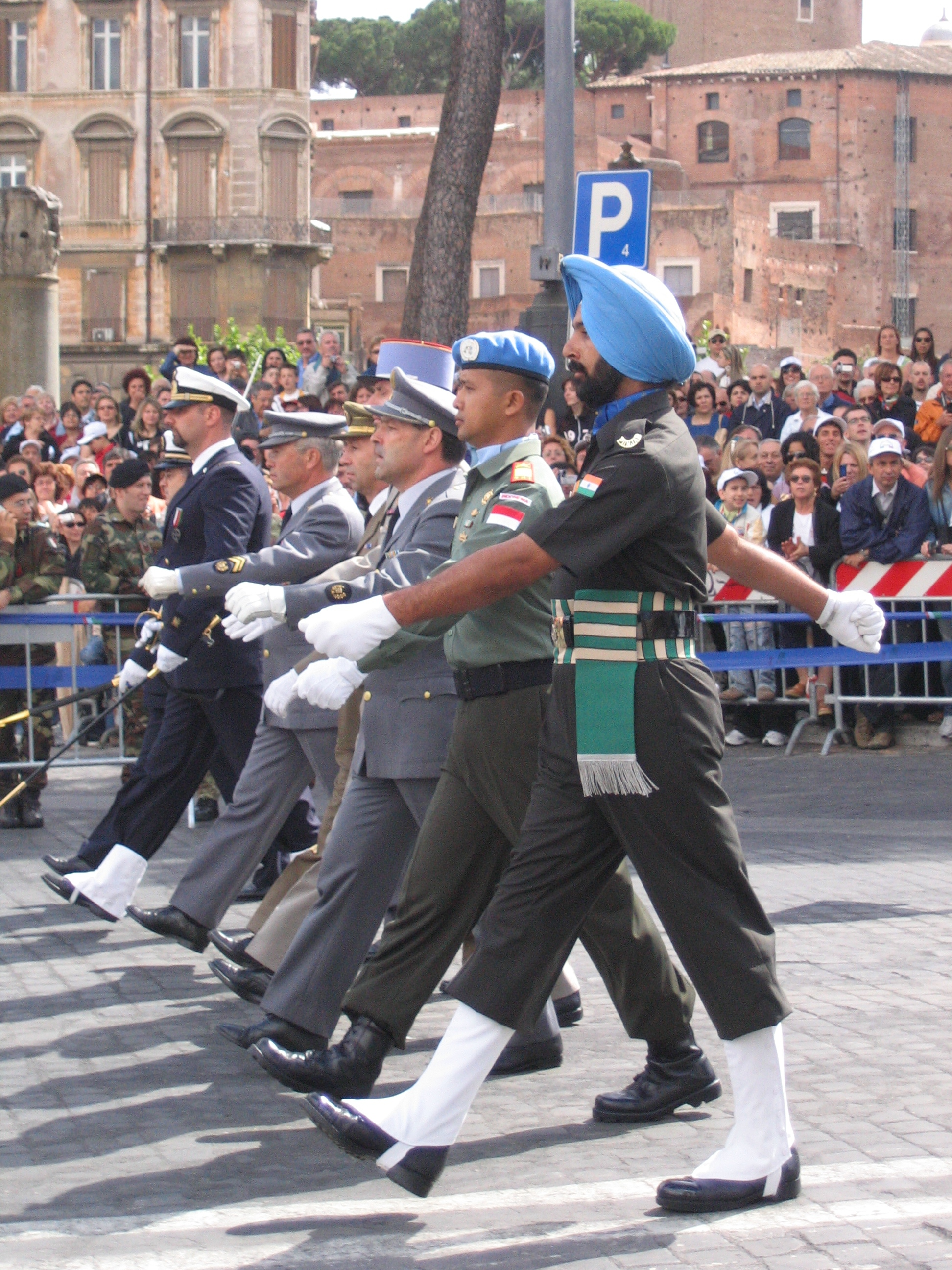
Индийская форма включает сикхский тюрбан (чалму) и штиблеты

## Виды и типы
Существовали и существуют следующие виды и типы формы одежды (обмундирования):
- летняя, зимняя, для жаркого климата и так далее;
- походная (ранее), сейчас полевая;
- защитное обмундирование[4];
- обыкновенная (ранее), сейчас повседневная;
- парадная, особая парадная;
- рабочая;
- другая.

## Элементы военной формы
- Аксельбант — элемент (принадлежность) формы, прежде всего военной формы (военного обмундирования).
- Берет — головной убор, традиционно используемый художниками и также применяемый как знак отличия «элитных» частей войск в армиях разных стран.
- Будёновка — красноармейский суконный шлем особого образца, форменный головной убор военнослужащих Рабоче-крестьянской Красной Армии.
- Военные ботинки
- Кокарда
- Пилотка — появились как часть форменной одежды лётчиков в Первую мировую войну.
- Портупея
- Ремень
- Темляк — может быть обязательной частью военной формы, а также знаком отличия на наградном оружии.
- Шинель — форменное пальто особого покроя с хлястиком и складкой на спине.

## См. также

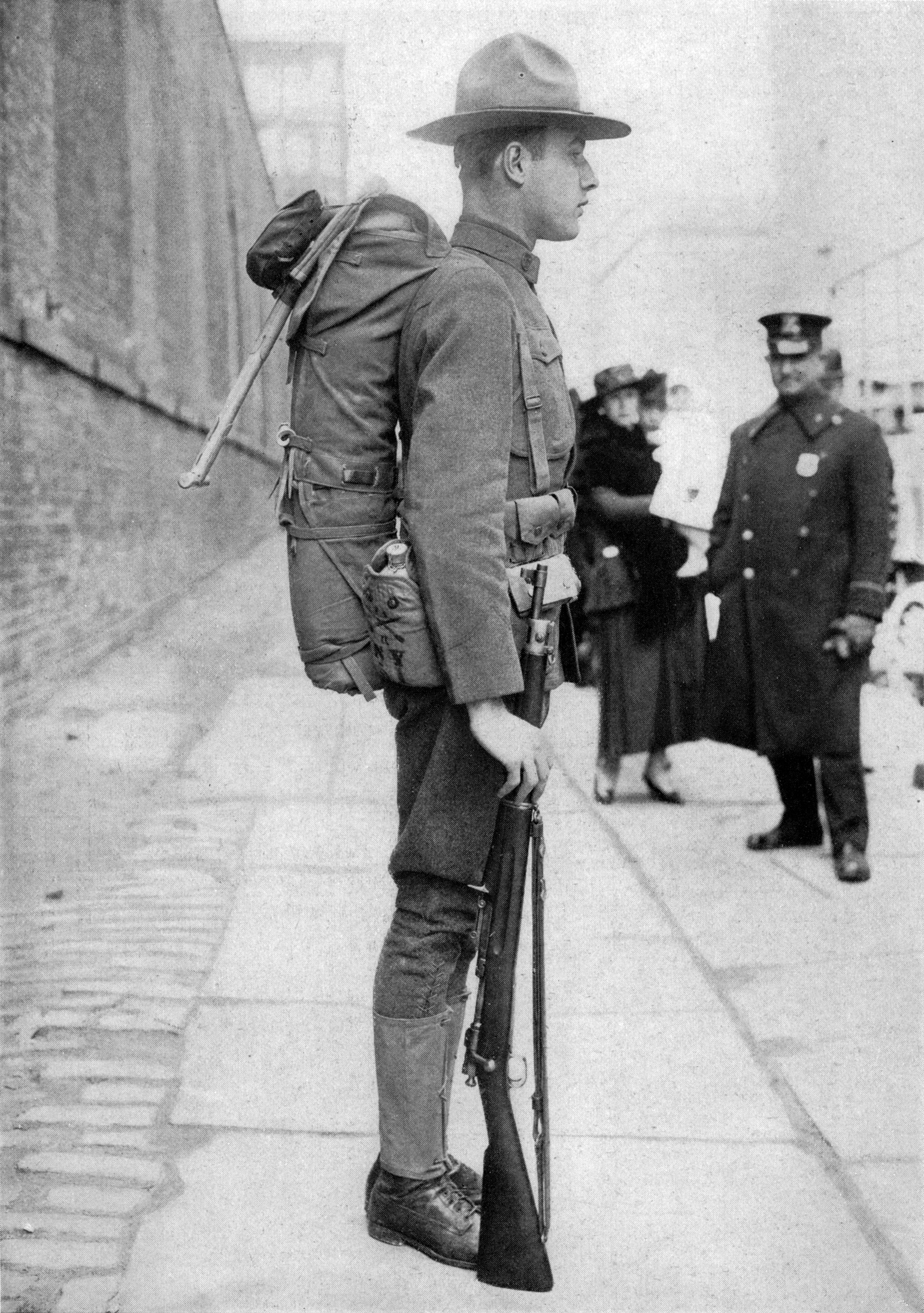
Амуниция — совокупность вещей, составляющих снаряжение солдата, кроме мундира, белья и обуви